# Вернар
Вернар (слч. Vernár) насељено је мјесто са административним статусом сеоске општине (слч. obec) у округу Попрад, у Прешовском крају, Словачка Република.

## Становништво
| Година:    | 1994. | 2004.   | 2014.   | 2024.   |
| ---------- | ----- | ------- | ------- | ------- |
| Број људи: | 711   | 642     | 585     | 547     |
| Разлика:   |       | -9,70 % | -8,87 % | -6,49 % |

| Година:    | 2023. | 2024.   |
| ---------- | ----- | ------- |
| Број људи: | 556   | 547     |
| Разлика:   |       | -1,61 % |

Према подацима о броју становника из 2011. године насеље је имало 598 становника.